# Metopius pinatorius
Metopius pinatorius là một loài tò vò trong họ Ichneumonidae.